# 세븐카드 스터드
세븐카드 스터드(Seven-card stud)는 스터드 포커의 일종이다.

## 개요
텍사스 홀덤이 확산된 1970년대까지 세계에서 가장 많이 행해지는 포커 중 하나였다.